# Burgstall Eppenberg
Der Burgstall Eppenberg (auch Lehner Schlosshügel) eine abgegangene Höhenburg im Ortsteil Niederottensheim der Gemeinde Ottensheim im Bezirk Urfahr-Umgebung.
Die Burg dürfte zu der Herrschaft der Herren von Ort, Verwandte der Herren von Wilhering, gehört haben, denn 1210 war Eppenberg noch im Lehensbesitz des Hartnids von Ort. Wann Eppenberg an das Kloster Wilhering gekommen ist, ist unklar.
Die Substruktion der hausbergartigen Wehranlage ist noch gut erhalten. Geringfügige Beeinträchtigungen sind im Bereich der Vorburg festzustellen. In den 1960er Jahren waren noch Mauerreste zu erkennen.

## Einzelnachweise

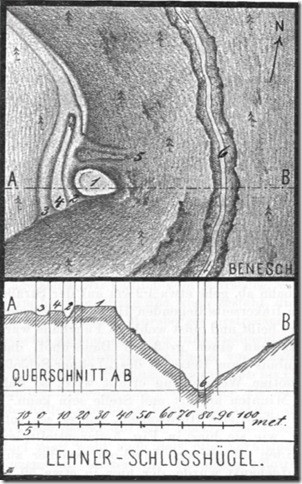
Lageskizze des Burgstalls Eppenberg (Lehner Schlosshügel) nach Ludwig Benesch (1911)